# Adrien Turel
Adrien Turel (* 5. Juni 1890 in Sankt Petersburg, Russisches Kaiserreich; † 29. Juni 1957 in Zürich) war ein Schweizer Schriftsteller.

## Leben
Turel wurde 1890 als Sohn schweizerisch-deutscher Eltern in der Hauptstadt des damaligen Russischen Reiches geboren. Ab 1891 wuchs er in einem Landsitz bei Lausanne, ab 1900 in Berlin auf. Dort besuchte er das Leibniz-Gymnasium und studierte ab 1912 Germanistik, Romanistik und Geschichte. 1917 lernte er über Magnus Hirschfeld und Heinrich Koerber (1861–1927) die Psychoanalyse kennen, brach sein Studium ab und arbeitete zwei Jahre als Lehrer am Berliner Französischen Gymnasium. Als Spartakist verdächtigt, wurde er in Moabit für zwei Monate inhaftiert. Er schrieb Artikel für verschiedene Zeitungen und fand in Oskar Loerke einen Freund, der 1919 seinen ersten Essayband beim S. Fischer Verlag herausgab. 1923 heiratete er Margarethe Kallmeyer; die Ehe – mit einer gemeinsamen Tochter – wurde 1926 geschieden.
Von etwa 1927 bis 1930 wohnte Turel bei Adolf Moritz Steinschneider in Frankfurt am Main, mit dem er seit ihrer gemeinsamen Zeit am Französischen Gymnasium befreundet war und mit dem zusammen er auch schon am Spartakusaufstand teilgenommen hatte.:S. 217 ff., 245 In Steinschneiders Rechtsanwaltspraxis wirkte er «als eine Art von Bürovorsteher […], ungefähr so, wie Karl Marx als Berater in der Geschäftsführung seines Freundes Friedrich Engels hätte wirken können».:S. 56 An anderer Stelle behauptete Turel, dass es auch Teil des Plans gewesen sei, «meine, unsere Soziologie zu publizieren und zur Geltung zu bringen».:S. 246, was aber nur durch Turels in Frankfurt entstandene und hier 1928 im Selbstverlag erschienene Schrift Keinen Gott als nur die Menschheit! Einfügung der Diagonalkategorie des Werdens in das Sein und in die Arbeit realisiert wurde. Deren komplizierte Drucklegung durch einen Druckereibesitzer, der Steinschneider Geld schuldete, und schliesslich eine kommunistische Druckerei, hat Turel in seiner Autobiographie ausführlich beschrieben.:S. 56 ff.
Steinschneiders Kanzlei war damals eine Art intellektueller Treffpunkt.

«Privat auf der Suche nach alternativen Lebensstilen wird seine weitläufige Kanzlei am Frankfurter Untermainkai zu einem Experimentierfeld für neue Formen menschlichen Zusammenlebens. Große Anziehungskraft üben auf ihn und seine Gesinnungsgenossen Themen wie undogmatischer Sozialismus, sexuelle Befreiung, das Verhältnis der Geschlechter oder die Kritik am Totalitarismus linker und rechter Provenienz aus. In seinem persönlichen Umfeld bewegen sich in dieser Zeit bekannte Sozialisten wie etwa Paul Frölich, der Freund Rosa Luxemburgs, der Sozialtheoretiker Karl Korsch oder auch der junge Kommunist Wolfgang Abendroth.»

In diesem «Experimentierfeld für neue Formen menschlichen Zusammenlebens» entstand Turels Plan, «die Psychoanalyse so weiterzuentwickeln, dass sie die ‹Patienten› (zu denen vom vierdimensionalen Standpunkt aus auch der normale Mensch gehört) nicht nur im Sinne viktorianischer Zivilisation lebensfähig macht, dass sie vielmehr die Basis eines neuen Menschentums ergibt und dadurch zur notwendigen Ergänzung sowohl des Marxismus als auch der Nuklearphysik wird».:S. 243 f. Turel sah in diesem «bedeutsamen Programm» eine Weiterführung seines Buches Wiedergeburt der Macht aus dem Können und gründete zu diesem Zweck – angeregt durch den Arzt und Sexualwissenschaftler Heinrich Koerber  – in Berlin die Arbeitsgemeinschaft für bionergetische Psychologie. Zu den Gründungsmitgliedern dieser Arbeitsgemeinschaft gehörten neben Turel dessen Bruder Serge, Adolf Moritz Steinschneider, die Maler Alfred Lomnitz und Fritz Leopold Hennig, der Autor Erich Rätsch sowie der Arzt Arthur Schinnagel.
Nach Turels Erinnerungen endete die Arbeitsgemeinschaft kurz nach der Weltwirtschaftskrise von 1929 mit einem blamabel verlaufenen Kongress in Berlin, der auch zugleich seinem Zusammenleben mit Steinschneider in Frankfurt ein Ende gesetzt habe. «Ich blieb in Berlin, assoziierte mich als Psychoanalytiker mit zwei Ärzten […], die an der Ecke Joachimsthalerstrasse-Kurfürstendamm in der Wohnung des berühmten Sexosophen Iwan Bloch eine glänzende Praxis für Haut- und Geschlechtskrankheiten eröffnet hatten, und versuchte weiterzuarbeiten.»:S. 249 f.
Von 1932 bis 1933 war Turel Mitarbeiter in der Redaktion der von Franz Jung herausgegebenen Zeitschrift «Gegner» – ein Blatt, das darauf zielte, Jugendliche aus allen Konfessionen und politischen Richtungen anzusprechen. Im März 1932 war Harro Schulze-Boysen als Schriftleiter dieser Zeitschrift eingesetzt worden und bemühte sich, dem Blatt ein neues Gepräge zu geben. Begleitet wurden die laufenden «Gegner»-Ausgaben von monatlichen Ausspracheabenden, deren Teilnehmer vorrangig Jugendliche waren, die Fragen stellten und Antworten hören wollten. Als ständiger Mitarbeiter und Diskutant nahm Turel als «Querwelterindenker» sehr häufig an diesen Gesprächskreisen teil. Für den aus der jüdischen Jugendbewegung kommenden Jung war Turel ein geistiger Hauptanziehungspunkt dieser Abende. Er war ein Universaldenker, als Generalist in vielen Disziplinen zuhause und gab seinen Zuhörern unkonventionelle Denkanstösse. Viele empfanden den Umgang mit ihm als eine Bereicherung. Ab Juli 1932 war Harro Schulze-Boysen Herausgeber der neu strukturierten Zeitschrift, die sich nun «Gegner» nannte, aber mit dem bisherigen Netzwerk des «Gegner-Kreises» arbeitete. Nach der Ernennung Adolf Hitlers zum Reichskanzler am 30. Januar 1933 wurde es immens schwerer, eine normale Pressearbeit und Gesprächskreise zu politischen Themen durchzuführen. Beunruhigt durch die eskalierende Gewalt der SA- und SS-Einheiten trafen sich die Anhänger und Interessenten des «Gegners» in privaten Räumlichkeiten. Mitte Februar 1933 wurde die politische Polizei auf die Aktivitäten des «Gegners» aufmerksam. Daraufhin veröffentlichte das Landeskriminalamt Berlin eine Mitteilung, dass es sich bei dem «Gegner-Kreis um eine radikal kommunistische Vereinigung» handele. Das führte dazu, dass eine SS-Sturm-Einheit Ende April 1933 die Redaktionsräume besetzte und alle Anwesenden verhaftete, darunter auch Harro Schulze-Boysen, Henry Erlanger und Adrien Turel. Die drei wurden misshandelt und noch in der Nacht in ein wildes Konzentrationslager gebracht. Als die SS-Leute feststellten, dass Turel schweizerischer Staatsbürger war, ließen sie ihn wieder frei. Er entschloss sich, Deutschland schnell zu verlassen.
Zu dieser Zeit war das Verhältnis Turels zu seinem früheren Freund Adolf Steinschneider, der gleich nach der Ernennung Hitlers zum Reichskanzler in die Schweiz geflüchtet war und dort von Turels Bruder Serge unterstützt wurde, schon merklich abgekühlt. In einem Brief aus dem November 1933, den Steinschneider seinem in Palästina lebenden Bruder Gustav schrieb, hiess es:

«Turel scheint ziemlich ‹gleichgeschaltet›, d. h. weniger aus Überzeugung, als aus Feigheit. Auf sehr vorsichtige Briefe von mir hat er überhaupt nicht reagiert, als Fite ihn anläutete, um sich von ihm zu verabschieden, hat der Hosenscheißer gesagt, er könne die Notwendigkeit hierfür nicht einsehen und hat schließlich einfach abgehängt. Außerdem hat er aber auch an Serge einen Brief geschrieben, der sich auf antisemitischer Bahn zu bewegen schien. Serge hat ihn mir aus Taktgefühl nicht gezeigt, obgleich ich ihn gern gesehen hätte. Er hat ihm aber sehr grob geantwortet. Seitdem schreibt er auch an Serge nicht mehr. […] Er soll auch, wie Fite sagt, in einem obskuren Blättchen irgend etwas über Rassentheorie losgelassen haben.»

Turel kehrte Ende 1934 nach einem halbjährigen Paris-Aufenthalt in die Schweiz zurück und widmete sich fortan als freier Schriftsteller der Formulierung seines eigenwilligen utopischen Menschen- und Weltbildes. Während des Krieges versuchte er sich auch als Romanautor: Der kleinere, Science-Fiction-artige Kriminalroman Die Greiselwerke erschien 1942 in Zürich; die beiden umfangreicheren Werke wurden erst postum durch die 1958 von seiner zweiten Ehefrau Lucie Turel-Welti gegründete «Stiftung Adrien Turel» verlegt. 1952 trat der als Kommunist verschriene Turel der SP bei.
Er fand auf dem Friedhof Sihlfeld seine letzte Ruhestätte.
Sein Nachlass befindet sich in der Zentralbibliothek Zürich.

## Werke

### Lyrik
- Es nahet gen den Tag. Kentaur, Wolgast 1918.
- Christi Weltleidenschaft. Die Schmiede, Berlin 1924.
  - Neuausgabe als Weltleidenschaft: Oprecht, Zürich 1940.
- Vom Mantel der Welt. Stampfenbach, Zürich 1947.
- Ergreif’ das Heute. Tschudy (= Der Bogen. Heft 36), St. Gallen 1954.
- Eros Demiurgos (Gedichte und Fragmente). Stiftung Adrien Turel, Zürich 1959.
- Weltsaite Mensch. Ausgewählte Gedichte (= Quadrat-Bücher. Band 13). Hrsg. von Hans Rudolf Hilty. Tschudy, St. Gallen 1960.

### Prosawerke
- Die Greiselwerke. Kriminalroman. Oprecht, Zürich 1942.
  - Neuausgabe von Charles Linsmayer, mit einem Nachwort von Martin Kraft: Ex Libris, Zürich 1981.
- Dein Werk soll deine Heimat sein. Das Leben des Marschalls Moritz von Sachsen. Büchergilde Gutenberg, Zürich 1942.
- Die zwölf Monate des Dr. Ludwig Stulter. Roman, abgeschlossen im März 1942. Stiftung Adrien Turel, Zürich 1959.
  - Neuausgabe: Edition Moderne, Zürich 1984.
- Reise einer Termite zu den Menschen. Ein Reisebericht? Eine Utopie? Eine Satyre? Stiftung Adrien Turel, Zürich 1960.
  - Neuausgabe: Edition Moderne, Zürich 1983.
- Heldentum und Ohnmacht des Bailli de Suffren. Tragödie eines Seehelden. Niederschrift, abgeschlossen 1952 (fragmentarisch). Stiftung Adrien Turel, Zürich 1961.

### Essaybände und Sachbücher
- Selbsterlösung. Fischer, Berlin 1919.
- Wiedergeburt der Macht aus dem Können. Drei Masken, München 1921.
- Keinen Gott als nur die Menschheit! Einfügung der Diagonalkategorie des Werdens in das Sein und in die Arbeit. Selbstverlag, Frankfurt am Main 1929.
- Die Eroberung des Jenseits. Rowohlt, Berlin 1931.
- Recht auf Revolution. Hoffmann, Berlin 1932.
- Technokratie, Autarkie, Genetokratie. Hoffmann, Berlin 1934.
- Bachofen–Freud. Zur Emanzipation des Mannes vom Reich der Mütter. Huber, Bern 1939.
- Maß-System der historischen Werte. Europa, Zürich 1944.
- Von Altamira bis Bikini. Die Menschheit als System der Allmacht. Stampfenbach, Zürich 1947.
- Russlands und Amerikas Wettlauf zur Eroberung des Jenseits. Diana, Zürich 1950.
- Generalangriff auf die Persönlichkeit und dessen Abwehr. Nebst einem Namens-Register und einem Anhang: BEGRIFFE UND WORTE der mit Nutzen für sich gelesen werden kann. Selbstverlag, Zürich 1955.
- Die dritte und letzte Stufe der Weltrevolution. Volksverlag, Elgg 1957.
- «…und nichts fiel auf ein gut Land – sondern auf dürr Land der Vorurteile». Versuch einer sinnvollen Bündelung eines Teils meiner verstreuten, gedruckten oder refüsierten Aufsätze. Stiftung Adrien Turel, Zürich 1958.
- William Shakespeare. Zur Einheit und Mannigfaltigkeit der großen Schöpfer (Fragment von 1939). Stiftung Adrien Turel, Zürich 1961.
  - Neuausgabe: Edition Moderne, Zürich 1986.

### Autobiographisches
- Bilanz eines erfolglosen Lebens. Selbstverlag, Zürich 1956.
  - Neuausgabe: Edition Nautilius/Edition Moderne, Zürich und Hamburg 1989, ISBN 3-89401-155-6.
- Bilanz II: Rechenschaftsbericht eines ewig Arbeitslosen. Stiftung Adrien Turel, Zürich 1959.
  - Neuausgabe in einem Band, ausgewählt und eingeleitet von Hugo Loetscher: Huber, Frauenfeld 1976.
    - Edition Nautilus, Hamburg 1989, ISBN 3-89401-155-6.
- Ecce Superhomo. Der Mensch irrt, er ist noch gar kein Mensch. Eine Folge von Aufzeichnungen zu einer Autobiographie aus dem Kriegsjahr 1943, chronologisch geordnet. Stiftung Adrien Turel, Zürich 1960.
- Splitter (Auswahl von Auszügen aus ungedruckten Manuskripten, fast ausschliesslich Entwürfen zur Autobiographie). Stiftung Adrien Turel, Zürich 1961.
- Geschichte unserer Zukunft. Ecce Superhomo Band II. Neue Zuordnungen und neue Verflechtungen. Stiftung Adrien Turel, Zürich 1963.